# Sunderby folkhögskola

Sunderby folkhögskola är en folkhögskola i Södra Sunderbyn utanför Luleå. Skolan grundades redan 1896 och hör därmed till de äldre folkhögskolorna i Sverige. Huvudman är LO och  Unga Örnar samt ABF-distrikten i Norrbottens län. Skolan grundades i Boden, flyttade därifrån till Älvsbyn 1908 och till Sunderbyn 1910. Skolan erbjuder följande utbildningar: allmän kurs, konstlinje samt anpassade linjer för personer med olika funktionsnedsättningar.